# 김옥

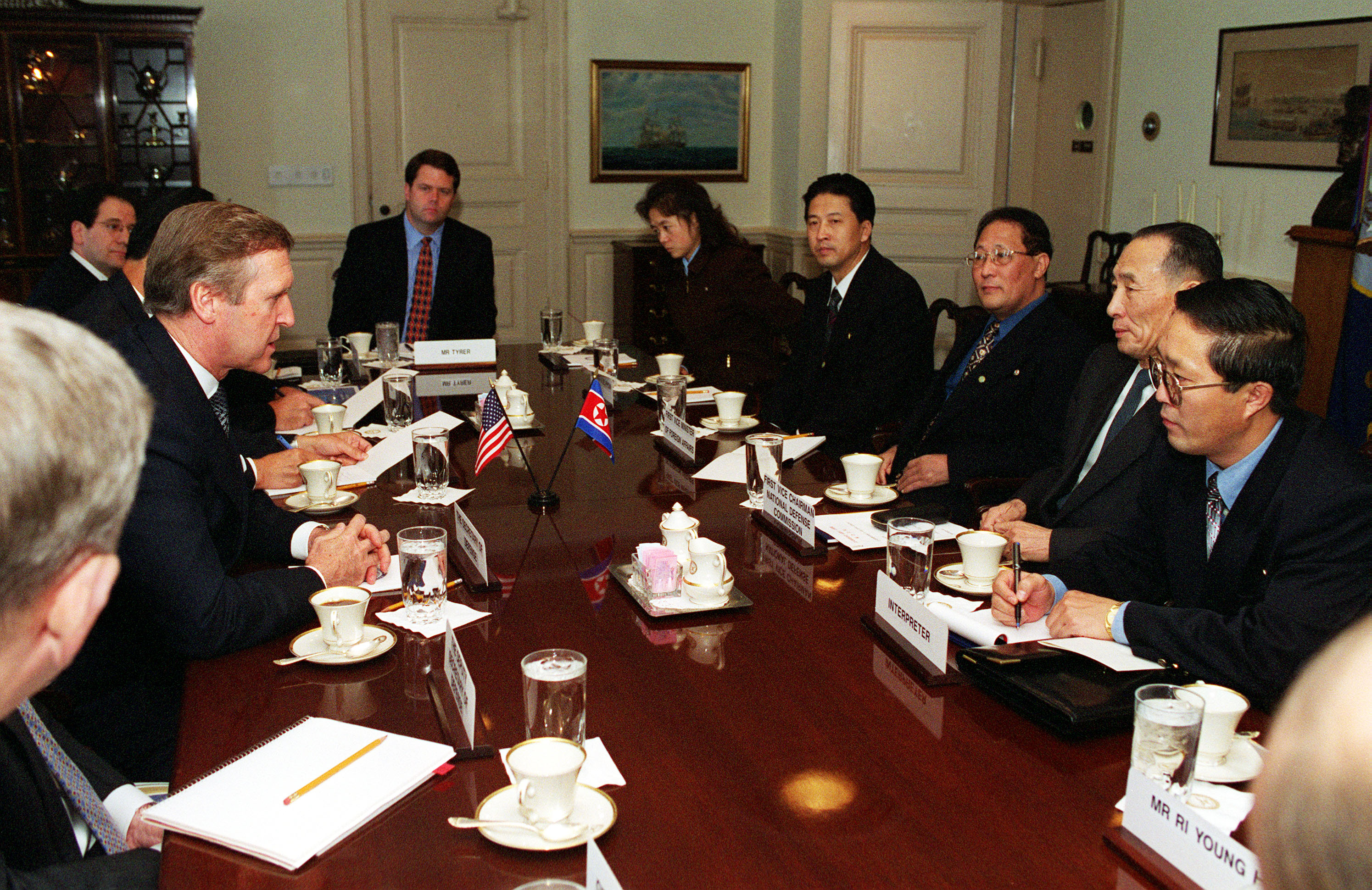
북측 테이블의 왼쪽 끝에 있는 여성이 김옥, 오른쪽에서 두 번째가 조명록이다.

김옥(金玉, 1964년 8월 28일 ~ )은 조선민주주의인민공화국의 김정일 조선로동당 총서기의 다섯째 부인이다. 김정일보다 23살 연하로, 2000년 이후 김정일이 해외를 방문할 때 수행했으며, 2008년 초 김정일의 딸을 낳았다. 김옥은 김정일에게 걸핏하면 마구 반말을 퍼붓고 거리낌없이 신경질도 부렸던 것으로 알려져 있다.

## 생애
김옥은 금성고등중학교 출신으로 왕재산경음악단의 피아니스트였다. 평양 음악 무용 대학에서 피아노를 전공했다.
1980년대부터 김정일의 개인 비서를 맡아 아내 고용희(고영희)의 사후, 2006년 7월 김정일과 동거하고 있는 것이 보도되었다. 김옥을 추천한 사람은 고용희로 알려져 있다. 김정일의 다섯째 아내로 알려진 김옥은 고용희가 자신의 아들을 돌보기 위해 발탁한 인물이었다는 것이다.
북한 국내의 시찰이나, 2006년 1월의 중화 인민 공화국 주석의 후진타오와의 회담 등, 김정일과 행동을 모두 하고 있는 것이 확인되고 있다.
2000년경의 단계에서는 한미 모두 그다지 중요시하지 않았었다. 하지만, 그 다음은 순조롭게 존재감을 높이고 있어 2008년 9월부터 중병설이 흐르고 있는 김정일의 상세한 병상에 대해 상세를 파악하고 있다고 여겨져 또 고용희가 죽기 직전에 친자식인 김정철과 김정은을 김옥에게 맡겼던 것과, 후계자 선택에 관해 중대한 영향을 가지고 있다고 보이면서 주목을 끌고 있다.

## 권력구도
미국 국제경제연구소(IIE) 선임연구위원인 마커스 놀랜드 박사는 "김옥이 김정일의 가장 가까운 측근"이며, "김정일에게 자신의 의견을 말할 수 있는 위치에 있다"고 말했다.
2009년 당시 김정일의 병상을 자유자재로 드나들 수 있었던 인물도 아들들을 제외하면 김정일의 주치의와 김옥 그리고 장성택 세 사람 정도였다.

## 부친
복수의 대북 소식통은 11일 "김 위원장의 사실상 네 번째 아내인 김옥의 아버지 김효 부부장이 이번 165호 선거구에서 대의원으로 선출됐다"고 전했다. 제12기 최고인민회의 대의원(남한의 국회의원) 선거에서 김효 노동당 재경경리부 부부장이 노동당 재경경리부장으로 선출되었다. 당 재정경리부장은 전임자인 리봉수 부장이 2004년 고용희 사망 직후 경질된 이래 공석이었다. 2009년 4월 5일 대포동 2호를 발사한 직후, 2009년 4월 9일 최고인민회의 제12기 1차 회의가 개최되었다.

## 고용희 암살설
2009년 김정일의 다섯째 아내인 김옥이 김정일의 네번째 아내인 고용희가 타고 있던 자동차 브레이크를 조작해서 고용희를 암살하려는 음모를 꾸몄으며 이를 실토한 사실이 김옥의 측근의 증언을 통해 알려졌다. 고용희는 2004년 교통사고를 당했으며, 2004년 5월 26일 프랑스 한 병원에서 유방암으로 세상을 떠난 후 6월초 북한에서 장례식을 치렀다.
고용희는 사망 직전 김옥에게 김정철과 김정은을 부탁한다는 말을 남긴 것으로 전해지고 있다.

## 중국
과거 중화인민공화국 마오쩌둥 주석의 아내 장칭이나 중화민국 장제스 총통의 아내 쑹메이링이 정치적 실권을 장악한 적이 있어서, 김옥이 북한의 실권을 장악할지가 주목받고 있다.

## 가계도
- 남편 : 김정일
- 딸 : ? (2008 ~ )

|                     |                     |                     |                     |                     |                     |                     |                     |                         |                         |                         |                         |                         |                         |                         |                         | 김일성 金日成 1912~1994 | 김일성 金日成 1912~1994 | 김일성 金日成 1912~1994 | 김일성 金日成 1912~1994 | 김일성 金日成 1912~1994 | 김일성 金日成 1912~1994 |                     |                     |                     |                     |  |  |                         |                         |                         |                         |                         |                         |  |  |                     |                     |                     |                     | 김정숙 金正淑 1917~1949 | 김정숙 金正淑 1917~1949 | 김정숙 金正淑 1917~1949 | 김정숙 金正淑 1917~1949 | 김정숙 金正淑 1917~1949 | 김정숙 金正淑 1917~1949 |                     |                     |                     |                     |                 |                 |                     |                     |                     |                     |                     |                     |
|                     |                     |                     |                     |                     |                     |                     |                     |                         |                         |                         |                         |                         |                         |                         |                         | 김일성 金日成 1912~1994 | 김일성 金日成 1912~1994 | 김일성 金日成 1912~1994 | 김일성 金日成 1912~1994 | 김일성 金日成 1912~1994 | 김일성 金日成 1912~1994 |                     |                     |                     |                     |  |  |                         |                         |                         |                         |                         |                         |  |  |                     |                     |                     |                     | 김정숙 金正淑 1917~1949 | 김정숙 金正淑 1917~1949 | 김정숙 金正淑 1917~1949 | 김정숙 金正淑 1917~1949 | 김정숙 金正淑 1917~1949 | 김정숙 金正淑 1917~1949 |                     |                     |                     |                     |                 |                 |                     |                     |                     |                     |                     |                     |
|                     |                     |                     |                     |                     |                     |                     |                     |                         |                         |                         |                         |                         |                         |                         |                         |                         |                         |                         |                         |                         |                         |                     |                     |                     |                     |  |  |                         |                         |                         |                         |                         |                         |  |  |                     |                     |                     |                     |                         |                         |                         |                         |                         |                         |                     |                     |                     |                     |                 |                 |                     |                     |                     |                     |                     |                     |
|                     |                     |                     |                     |                     |                     |                     |                     |                         |                         |                         |                         |                         |                         |                         |                         |                         |                         |                         |                         |                         |                         |                     |                     |                     |                     |  |  |                         |                         |                         |                         |                         |                         |  |  |                     |                     |                     |                     |                         |                         |                         |                         |                         |                         |                     |                     |                     |                     |                 |                 |                     |                     |                     |                     |                     |                     |
| 홍일천 洪一茜 1942~ | 홍일천 洪一茜 1942~ | 홍일천 洪一茜 1942~ | 홍일천 洪一茜 1942~ | 홍일천 洪一茜 1942~ | 홍일천 洪一茜 1942~ |                     |                     | 성혜림 成蕙琳 1937~2002 | 성혜림 成蕙琳 1937~2002 | 성혜림 成蕙琳 1937~2002 | 성혜림 成蕙琳 1937~2002 | 성혜림 成蕙琳 1937~2002 | 성혜림 成蕙琳 1937~2002 |                         |                         | 김영숙 金英淑 1947~     | 김영숙 金英淑 1947~     | 김영숙 金英淑 1947~     | 김영숙 金英淑 1947~     | 김영숙 金英淑 1947~     | 김영숙 金英淑 1947~     |                     |                     |                     |                     |  |  | 김정일 金正日 1941~2011 | 김정일 金正日 1941~2011 | 김정일 金正日 1941~2011 | 김정일 金正日 1941~2011 | 김정일 金正日 1941~2011 | 김정일 金正日 1941~2011 |  |  |                     |                     |                     |                     | 고용희 高容姬 1952~2004 | 고용희 高容姬 1952~2004 | 고용희 高容姬 1952~2004 | 고용희 高容姬 1952~2004 | 고용희 高容姬 1952~2004 | 고용희 高容姬 1952~2004 |                     |                     | 김옥 金玉 1964~     | 김옥 金玉 1964~     | 김옥 金玉 1964~ | 김옥 金玉 1964~ | 김옥 金玉 1964~     | 김옥 金玉 1964~     |                     |                     |                     |                     |
| 홍일천 洪一茜 1942~ | 홍일천 洪一茜 1942~ | 홍일천 洪一茜 1942~ | 홍일천 洪一茜 1942~ | 홍일천 洪一茜 1942~ | 홍일천 洪一茜 1942~ |                     |                     | 성혜림 成蕙琳 1937~2002 | 성혜림 成蕙琳 1937~2002 | 성혜림 成蕙琳 1937~2002 | 성혜림 成蕙琳 1937~2002 | 성혜림 成蕙琳 1937~2002 | 성혜림 成蕙琳 1937~2002 |                         |                         | 김영숙 金英淑 1947~     | 김영숙 金英淑 1947~     | 김영숙 金英淑 1947~     | 김영숙 金英淑 1947~     | 김영숙 金英淑 1947~     | 김영숙 金英淑 1947~     |                     |                     |                     |                     |  |  | 김정일 金正日 1941~2011 | 김정일 金正日 1941~2011 | 김정일 金正日 1941~2011 | 김정일 金正日 1941~2011 | 김정일 金正日 1941~2011 | 김정일 金正日 1941~2011 |  |  |                     |                     |                     |                     | 고용희 高容姬 1952~2004 | 고용희 高容姬 1952~2004 | 고용희 高容姬 1952~2004 | 고용희 高容姬 1952~2004 | 고용희 高容姬 1952~2004 | 고용희 高容姬 1952~2004 |                     |                     | 김옥 金玉 1964~     | 김옥 金玉 1964~     | 김옥 金玉 1964~ | 김옥 金玉 1964~ | 김옥 金玉 1964~     | 김옥 金玉 1964~     |                     |                     |                     |                     |
|                     |                     |                     |                     |                     |                     |                     |                     |                         |                         |                         |                         |                         |                         |                         |                         |                         |                         |                         |                         |                         |                         |                     |                     |                     |                     |  |  |                         |                         |                         |                         |                         |                         |  |  |                     |                     |                     |                     |                         |                         |                         |                         |                         |                         |                     |                     |                     |                     |                 |                 |                     |                     |                     |                     |                     |                     |
|                     |                     |                     |                     |                     |                     |                     |                     |                         |                         |                         |                         |                         |                         |                         |                         |                         |                         |                         |                         |                         |                         |                     |                     |                     |                     |  |  |                         |                         |                         |                         |                         |                         |  |  |                     |                     |                     |                     |                         |                         |                         |                         |                         |                         |                     |                     |                     |                     |                 |                 |                     |                     |                     |                     |                     |                     |
|                     |                     |                     |                     | 김혜경 金惠敬 1968~ | 김혜경 金惠敬 1968~ | 김혜경 金惠敬 1968~ | 김혜경 金惠敬 1968~ | 김혜경 金惠敬 1968~     | 김혜경 金惠敬 1968~     |                         |                         | 김정남 金正男 1971~2017 | 김정남 金正男 1971~2017 | 김정남 金正男 1971~2017 | 김정남 金正男 1971~2017 | 김정남 金正男 1971~2017 | 김정남 金正男 1971~2017 |                         |                         | 김설송 金雪松 1974~     | 김설송 金雪松 1974~     | 김설송 金雪松 1974~ | 김설송 金雪松 1974~ | 김설송 金雪松 1974~ | 김설송 金雪松 1974~ |  |  | 김춘송 金春松 1975~     | 김춘송 金春松 1975~     | 김춘송 金春松 1975~     | 김춘송 金春松 1975~     | 김춘송 金春松 1975~     | 김춘송 金春松 1975~     |  |  | 김정철 金正哲 1981~ | 김정철 金正哲 1981~ | 김정철 金正哲 1981~ | 김정철 金正哲 1981~ | 김정철 金正哲 1981~     | 김정철 金正哲 1981~     |                         |                         | 김정은 金正恩 1984~     | 김정은 金正恩 1984~     | 김정은 金正恩 1984~ | 김정은 金正恩 1984~ | 김정은 金正恩 1984~ | 김정은 金正恩 1984~ |                 |                 | 김여정 金與正 1987~ | 김여정 金與正 1987~ | 김여정 金與正 1987~ | 김여정 金與正 1987~ | 김여정 金與正 1987~ | 김여정 金與正 1987~ |